# Thrien

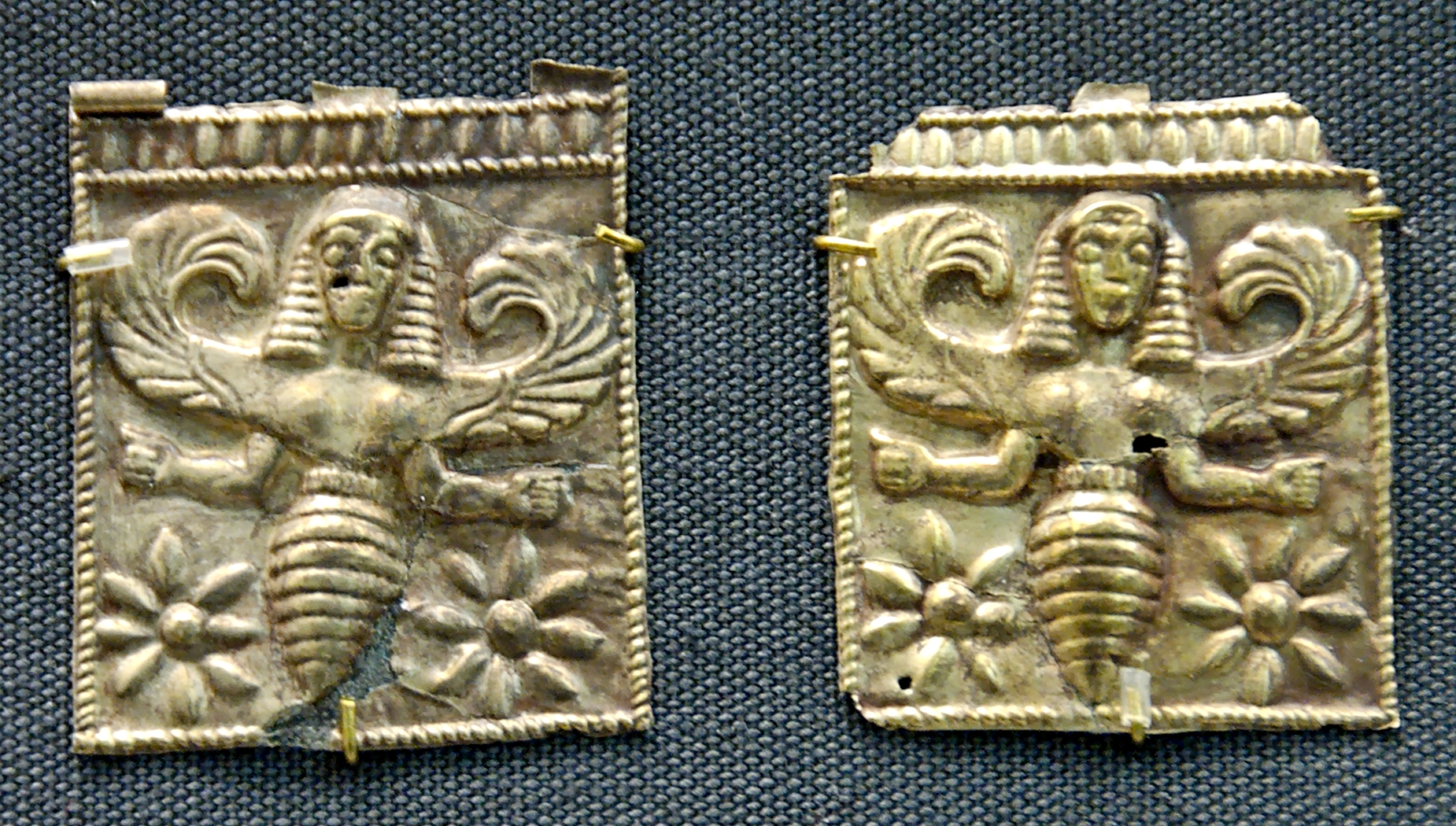
Mutmaßliche Abbildung der Thrien als Bienengottheiten, Rhodos, 7. Jahrhundert v. Chr.

Die Thrien (altgriechisch Θριαί Thriaí, lateinisch Thriae) waren in der griechischen Mythologie drei jungfräuliche, geflügelte Berg-Nymphen, die am Parnass lebten und die Kunst der Weissagung mit kleinen Kieselsteinen (θριαί thriaí) erfanden, die in eine Urne geworfen wurden. Wurden sie mit süßem Honig gefüttert, sprachen sie die Wahrheit, andernfalls weissagten sie falsch. Sie sollen diese Kunst an Apollon weitergegeben haben, als sie ihn aufzogen. Nach dem ersten Homerischen Hymnos an Hermes gab Apollon diese Weissagekunst und die Patronage über die Thrien an Hermes weiter. Die Kunst des Orakels mit Steinen wurde unter anderem im Apollon-Heiligtum in Delphi ausgeübt. Auch der Thriambos, ein Gesang oder Tanz aus dem Dionysos-Kult wird etymologisch auf die Thrien zurückgeführt.